# ميناء الملك فيصل
ميناء الملك فيصل، من الموانئ الهامة في مدينة جدة.

## الموقع
يقع الميناء على الشاطئ الغربي للمملكة العربية السعودية على البحر الأحمر، وتوجد ثلاثة مداخل بحرية للميناء خلال الشعب المرجانية وهي: المدخل الشمالي، والمدخل الجنوبي، والمدخل المتوسط، ولقد تم إنشاء الميناء على جزيرة تسمى المفسكه حيث تبلغ مساحتها حوالي 1200 فدان، ويتصل الميناء بمدينة جدة بطريق اسفلتي مزدوج.

## حدود الميناء
تقع حدود الميناء بين الموازي الممتد من البر، والموازي (6 39) شرقاً، وبين الموازي (27 21)، الموازي (31 21) شمالاً.

## المناطق التي يخدمها الميناء
يعتبر الميناء الوحيد من نوعه على الشاطئ الغربي لشبه الجزيرة العربية؛ فهو يخدم كل المناطق المجاورة للجزء الغربي من الجزيرة، والتي تعتبر من أهم المناطق المزدحمة بالسكان في المملكة، ويقوم الميناء بدور حيوي في التنمية الاقتصادية والتجارية في المملكة العربية السعودية.

## صادرات ووارادت الميناء
يقوم الميناء بشكل عام بمناولة البضائع التالية:
الواردات
الأرز، السكر، الدقيق، الشعير، القمح، البترول ومشتقاته، الآلات الميكانيكية، السيارات، الأقمشة، الخشب، الحديد، الجبس، الماشية، المعلبات، البويات، الكبريت، مواد البناء، البضائع العامة، الفواكه، الخضروات.
الصادرات
الجلود، والصابون

## المعدات والآليات في الميناء
قامت إدارة الميناء بإدخال النظام الميكانيكي في عملية مناولة البضائع، أما بالنسبة للبضائع التي تزيد حمولتها عن 6 طن فيتم تحميلها على تريلرات، وتقطر هذه بواسطة القاطرات إلى مناطق التخزين المخصصة له؛ فقد تعاقدت وزارة المواصلات مع شركة ستوثيرت آنديت الأنجليزية على توريد وتركيب أربعة وعشرين ونشاً ساحلياً كهربائياً للتفريغ من البواخر مع المساعدة على تشغيلها، وقد بدأت المعدات اللازمة للقيام بهذا العمل للوصول للميناء، وكذلك تمت ترسية عملية توريد ما مجموعه ستة عشر ونش حمولة 12 طن ومن نوع استن ويسترن وونشين حمولة 70 ومن نوع ليما ورافعة شوكية حمولة 20 طن لمناولة البضائع المصندقة كونتيترز.

## انظر ايضاً
- جدة
- ميناء جدة

## وصلات خارجية
- جلالة الملك يفتتح اليوم ميناء الملك فيصل البحري في جدة.